# Heerlijkheid Heinsberg

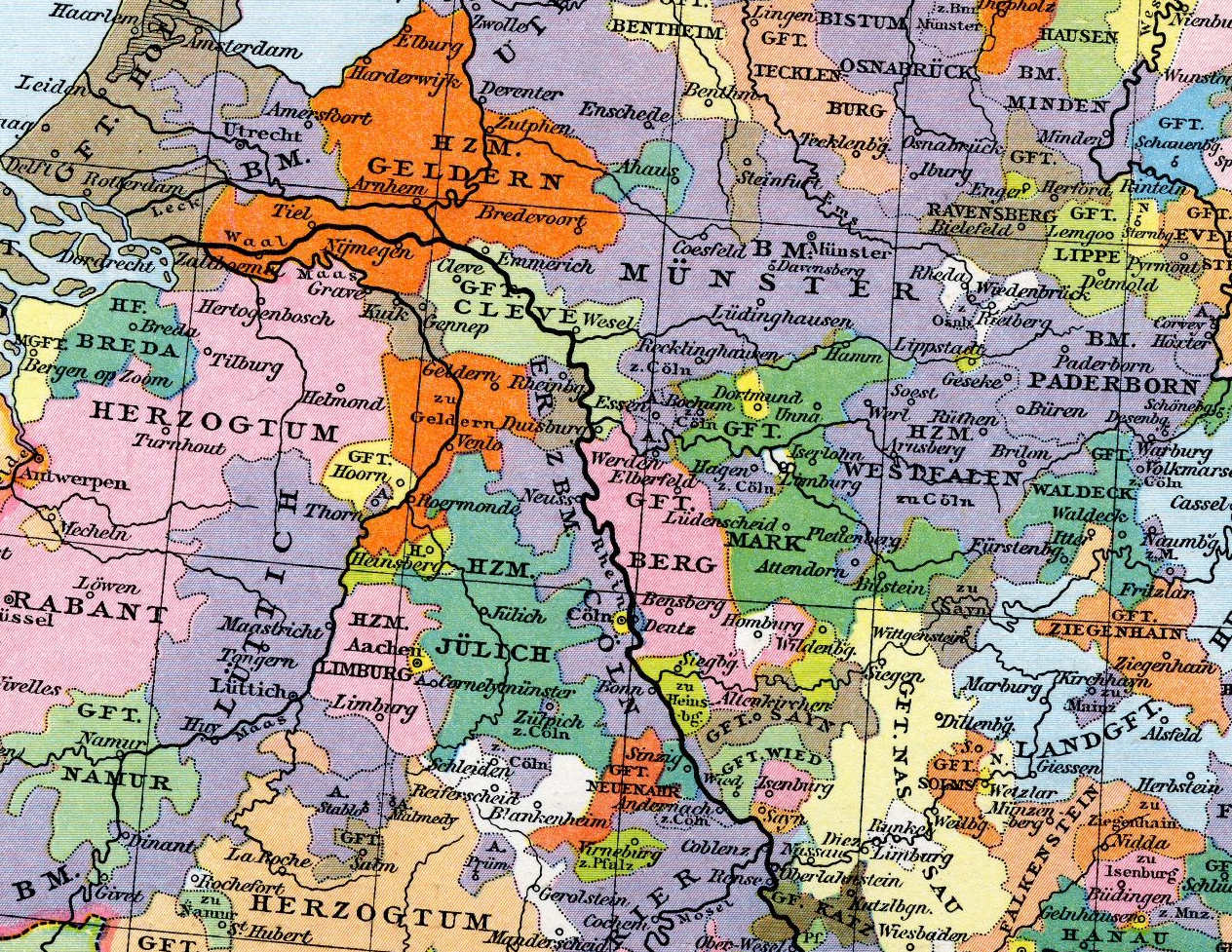
Kaart van het Heilige Roomse Rijk in de 14e eeuw. De heerlijkheid Heinsberg is groen gekleurd en bevindt zich ten zuidoosten van Roermond en ten westen van het hertogdom Gulik.

De heerlijkheid Heinsberg was een heerlijkheid in de huidige Duitse deelstaat Noordrijn-Westfalen, die onder andere de stad Heinsberg omvatte, met ook een klein gebied van het huidige Nederlands Limburg tot aan de Maas bij Urmond en Berg aan de Maas, waar het grensde aan het Luikse graafschap Loon. De heerlijkheid Dalenbroek bij Roermond, met de thans Limburgse dorpen Herten, Maasniel, en Herkenbosch, alsmede het kasteel Daelenbroeck, behoorde ook tot het gebied.
Gedurende de 12e en 13e eeuw waren de heren van Heinsberg tevens heren van Valkenburg.
De mannelijke lijn van de heren van Heinsberg stierf met Johan IV in 1448 uit. Zijn dochter Johanna van Loon-Heinsberg huwde met Johan II van Nassau-Saarbrücken en hun enige dochter Elisabeth trouwde in 1472 met Hertog Willem II van Gulik-Berg, waardoor de heerlijkheid Heinsberg Guliks bezit werd.